# Rogojati
Rogojati is een bestuurslaag in het regentschap Wonosobo van de provincie Midden-Java, Indonesië. Rogojati telt 1787 inwoners (volkstelling 2010).